# Amundsen (film)
Amundsen er en norsk biografisk film fra 2019 og den blev instrueret af Espen Sandberg.

## Medvirkende
- Pål Sverre Hagen som Roald Amundsen
- Christian Rubeck som Leon Amundsen
- Katherine Waterston som Bess Magids
- Mads Sjøgård Pettersen som Helmer Hanssen
- Jonas Strand Gravli som Leif Dietrichson
- Ole ChristofferErtvaag som Hjalmar Riiser-Larsen
- Ruby Dagnall som Aline Amundsen
- Fridtjov Såheim som Hjalmar Johansen
- Trond Espen Seim som Fridtjof Nansen
- Ole Andre Kaada som Oscar Wisting
- Ida Ursin-Holm som Kristine "Kiss" Elisabeth Bennett
- David Bark-Jones som Robert Falcon Scott
- Preben Hodneland som Fredrik Ramm
- Eirik Evjen som Paul Knudsen
- Sondre Larsen som Gennadij Olonkin
- Kenneth Åkerland Bergas som Sverre Hassel
- Markus Lien som Oskar Omdal
- Endre Hellestveit som Peter Tessem
- Geoffrey Kirkness som Charles Bennett
- Elg Elgesem som Olav Bjaaland
- Torgny Gerhard Aanderaa som Harald Sverdrup
- Luca Calvani som Umberto Nobile
- Ted Otis som Lincoln Ellsworth
- Vojtech Kotek som Karl Feucht
- Adrian Lukis som Lord Curzon
- Přemysl Bureš som Robert Peary
- Bjørn Skagestad som Frøis Frøisland
- Jirí Mach som Kong Haakon VII
- Eva Alner Jizdna som Dronning Maud
- Øystein Røger som Jens Amundsen